# Vladimír Sedlák
Vladimír Sedlák (1913 – 8. ledna 1986) byl první rektor Vysoké školy ekonomické v Praze (1953–1966), náměstek ministra vnitřního obchodu a komunistický činitel.

## Životopis
Vladimír Sedlák se po roce 1948 stal náměstkem ministra vnitřního obchodu. Od roku 1949 začal taktéž vyučovat na ČVUT. V roce 1950 se stal vedoucím katedry hospodářského plánování Vysoké školy věd hospodářských ČVUT, v následujícím roce se stal členem fakultní rady na této škole a byl jmenován profesorem. Jeho snahou bylo především organizovat praxe pro studenty.
V roce 1952 byl zatčen v rámci přípravy procesu s Rudolfem Slánským, ovšem za přispění prorektora Jiřího Hájka, budoucího ministra a protagonisty pražského jara, byl díky intervenci Václava Kopeckého propuštěn. V tomto roce působil na Vysoká škola politických a hospodářských věd a byl děkanem Hospodářské fakulty. 10. dubna 1952 jej a F. Olivu určila vláda garantem reorganizace Vysoké školy politických a hospodářských věd. Po reorganizaci vznikla Vysoká škola ekonomická a Vladimír Sedlák se stal jejím rektorem. Funkci rektora vykonával v letech 1953–1966.
Mezi publikační výstupy Vladimíra Sedláka patří např.:
- 30 let obchodu v SSSR [1]

- Významná opatření ve výstavbě ekonomického školství [2]